# 镰刀湾镇
镰刀湾镇，是中华人民共和国陕西省延安市安塞区下辖的一个乡镇级行政单位。
2015年，陕西省民政厅批复同意撤销镰刀湾乡，设立镰刀湾镇。

## 行政区划
镰刀湾镇下辖以下地区：
镰刀湾村、双山则村、杨石寺村、新胜村、刘家河村、段先则村、高家沟村、史家川村、刘家沟村、罗居村、王咀村、李圪堵坡村和康家河村。